# Henrique Claussen
Henrique Fernando Claussen (Dinamarca, 3 de maio de 1838 —Teresópolis, 14 de maio de 1938) foi um lavrador, político e empresário dinamarquês naturalizado brasileiro.

## Biografia
Filho mais velho de Jacó e Carolina Claussen, nasceu na Dinamarca em 3 de maio de 1838. Chegou ao Brasil em 1853, aos quinze anos, e residiu em uma fazenda de Itaipava, Petrópolis, interior do estado do Rio de Janeiro. Em 1858, após a morte do seu pai, seus irmãos Guilherme, Adelaide, Henriqueta e Adolfo, acompanhando a mãe viúva, vieram para o Brasil morar com Henrique na fazenda Santo Antônio, propriedade de Irineu Evangelista de Souza, o Barão de Mauá, por alguns anos, até migrarem para Teresópolis, sendo uma das primeiras famílias a se instalarem na cidade. Moraram na Posse, a época propriedade de Joaquim Paulo de Oliveira, suposto filho de Tiradentes, líder da Inconfidência Mineira.
Henrique casou-se com Maria de Oliveira, com quem teve oito filhos: Mariana Carolina, Henrique Filho, Cristina, Luisa Maria, Laura, Elvira, Fernando Henrique e José Henrique. 

### Vida política
Henrique Claussen tem considerável importância na história de Teresópolis por sua atuação política. Foi o primeiro presidente da Câmara de Vereadores, legislando entre 1892 e 1913, período no qual a chefia do executivo municipal era exercida pelo presidente do poder Legislativo. Mesmo com a criação da prefeitura, em 1913, Henrique manteve considerável liderança política.
Entre seus notáveis feitos, destacam-se a abertura do traçado primitivo da estrada que liga Teresópolis a Itaipava, regulamentação da cobrança de impostos municipais, e a criação do primeiro código de posturas do município.

### Morte e legado
Henrique Claussen morreu em 14 de maio de 1938, aos cem anos e onze dias de idade, atropelado por uma motocicleta na Avenida Delfim Moreira.
Mesmo após a sua morte, Herique deixou considerável legado na política municipal. Em 2010, a Prefeitura Municipal promoveu na Casa de Cultura Adolpho Bloch a exposição "Coronel Claussen – O patriarca da política de Teresópolis", no qual reuniu documentos, fotografias e objetos ligados à vida de Henrique Claussen e sua família.